# Luc Misson
 (7 août 2025).
Le texte peut changer fréquemment, n’est peut-être pas à jour et peut manquer de recul. N’hésitez pas à participer, en veillant à citer vos sources.
Luc Misson est un avocat belge, né à Vielsalm le 24 décembre 1952 et mort le 7 août 2025. Il est notamment connu pour être l’un des conseils de Jean-Marc Bosman dans l’affaire ayant conduit à l'arrêt Bosman en 1995.

## Biographie
Luc Misson naît à Vielsalm le 24 décembre 1952. Après des études de droit, dont il dénoncera plus tard l’« austérité » et le manque d’ancrage concret dans la réalité sociale, il s’installe à Liège pour y exercer la profession d’avocat.
Dès ses débuts, il s’intéresse au droit européen, au droit du sport et aux libertés fondamentales. Il s’engage dans des causes dépassant largement le cadre strictement judiciaire, en contestant des règles qu’il juge inéquitables, qu’elles émanent d’instances sportives internationales, de dispositions nationales ou de pratiques administratives.
Sa notoriété dépasse les frontières belges avec l’Arrêt Bosman en 1995, qui transforme en profondeur le marché du football européen. Mais Luc Misson défend également des causes variées : reconnaissance syndicale, droits des étudiants, droits des riverains face aux nuisances aéroportuaires, ou encore droit à un procès équitable devant les juridictions d’assises.
Avocat indépendant, il refuse toute affiliation politique ou structurelle susceptible de limiter sa liberté d’action. Plusieurs confrères soulignent son sens aigu de la stratégie judiciaire et sa capacité à rendre accessibles au grand public les enjeux de dossiers complexes.

### Affaire Bosman
En 1995, la Cour de justice des Communautés européennes (CJCE, aujourd’hui CJUE) rend l’Arrêt Bosman, validant le droit des footballeurs en fin de contrat à changer de club sans que ce dernier reçoive d’indemnité, et déclarant illégaux les quotas limitant en compétition le nombre de joueurs ressortissants de l’Union européenne,. L’arrêt concerne notamment les règles de l’UEFA imposant des quotas de joueurs communautaires, jugées contraires à la libre circulation des travailleurs prévue par le traité de Rome (article 48, devenu article 45 du TFUE).
Luc Misson, avocat de Jean-Marc Bosman, joue un rôle central dans ce procès, le défendant avec succès devant la CJUE. Cette décision bouleverse le football professionnel : elle libéralise drastiquement les transferts dans l’espace européen et contribue à l’explosion du marché des transferts internationaux.

### Autres affaires notables
Au cours de sa carrière, Luc Misson intervient dans de nombreuses affaires médiatisées :
- contestation de certaines prérogatives disciplinaires du Tribunal arbitral du sport[1];
- défense du footballeur Mohamed Dahmane dans un litige avec le KRC Genk et le RAEC Mons[3];
- participation à l’affaire Taxquet devant la Cour européenne des droits de l’homme, imposant la motivation des verdicts d’assises[3];
- défense du médecin Georges Mouton, poursuivi pour prescription de substances interdites à des athlètes[3];
- défense de Gilbert Bodart dans un procès pour complicité de braquage[3];
- actions en faveur des riverains de l’aéroport de Bierset[3];
- défense du Syndicat autonome des conducteurs de train (SACT) dans un litige avec la SNCB[7],[3];
- recours contre le numerus clausus limitant l’accès aux études de médecine[3].

### Mort
Luc Misson meurt le 7 août 2025 à l’âge de 72 ans.